# Florestópolis (ort)
Florestópolis är en ort i Brasilien.   Den ligger i kommunen Florestópolis och delstaten Paraná, i den södra delen av landet, 900 km söder om huvudstaden Brasília. Florestópolis ligger 528 meter över havet och antalet invånare är 13 250.
Terrängen runt Florestópolis är huvudsakligen lite kuperad. Florestópolis ligger uppe på en höjd. Florestópolis är det största samhället i trakten.
Omgivningarna runt Florestópolis är en mosaik av jordbruksmark och naturlig växtlighet. Runt Florestópolis är det ganska glesbefolkat, med 50 invånare per kvadratkilometer.